# Akademie der Wissenschaften und Künste von Bosnien und Herzegowina
Die Akademie der Wissenschaften und Künste von Bosnien und Herzegowina (bosnisch/kroatisch/serbisch-lateinisch Akademija Nauka i Umjetnosti Bosne i Hercegovine, ANUBiH) ist eine nicht staatliche Akademie in Bosnien und Herzegowina. Die Akademie mit Sitz in der Hauptstadt Sarajevo ist die führende außeruniversitäre öffentliche Forschungseinrichtung des Landes.

## Geschichte
Gegründet 1951 in Sarajevo als Akademische Gesellschaft der Volksrepublik Bosnien und Herzegowina, wurde sie am 22. Juni 1966 in die Akademie der Wissenschaften und Künste von Bosnien und Herzegowina umgewandelt.  Das Land erklärte am 3. März 1992 seinen Austritt aus dem jugoslawischen Staatsverband und seine Unabhängigkeit unter dem offiziellen Namen Republik Bosnien und Herzegowina. Die Akademie überstand die Wirren des Bosnienkrieges und hat im Jahr 2019 51 ordentliche Mitglieder.

## Organisation

### Abteilungen
Die Akademie besteht aus sechs Abteilungen:
- Sozialwissenschaften
- Medizinische Wissenschaften
- Technische Wissenschaften
- Naturwissenschaften und Mathematik
- Literatur
- Kunst

### Kommissionen
Kommissionen sind:
- Bibliothek und Dokumentation
- Kommission für internationale Zusammenarbeit
- Kommission für Veröffentlichungen
- Wissenschaftliche, technologische und soziale Entwicklung

### Institute
- Zentrum für demografische Genetik der Akademie der Wissenschaften und Künste von Bosnien und Herzegowina
- Zentrum für Balkanstudien

## Präsidenten
- Vaso Butozan (1966–1968)[6]
- Branislav Đurđev (1968–1971)
- Edhem Čamo (1971–1977)
- Alojz Benac (1977–1981)
- Svetozar Zimonjić (1981–1990)
- Seid Huković (1990–1999)
- Božidar Matić (1999–2014)
- Miloš Trifković (2014–2020)
- Muris Čičić (2020–heute)